# Hyderabad Open 2005
L'Hyderabad Open 2005 è stato un torneo di tennis giocato sul cemento. È stata la 3ª edizione dell'Hyderabad Open, che fa parte della categoria Tier IV nell'ambito del WTA Tour 2005. Si è giocato nella città indiana di Hyderabad dal 7 al 13 febbraio.

## Campionesse

### Singolare
Sania Mirza ha battuto in finale  Al'ona Bondarenko con il punteggio di 6–4, 5–7, 6–3

### Doppio
Yan Zi /  Zheng Jie hanno battuto in finale  Li Ting /  Sun Tiantian con il punteggio di 6–4, 6–1